# یواس‌اس واتری (ای‌تی‌ای-۱۷۴)
یواس‌اس واتری (ای‌تی‌ای-۱۷۴) (به انگلیسی: USS Wateree (ATA-174)) یک کشتی بود که طول آن ۱۴۳ فوت (۴۴ متر) بود. این کشتی در سال ۱۹۴۳ ساخته شد.